# Lista filmów na podstawie publikacji Marvel Comics
Poniżej znajduje się lista filmów na podstawie komiksów Marvela, zawiera ona zarówno filmy fabularne, jak i animowane oraz seriale filmowe.

## Filmy aktorskie

### Dystrybuowane w kinach
| Rok  | Tytuł                                                                                       | Wytwórnia                          | Uwagi                                                                                             | Przypis              |
| ---- | ------------------------------------------------------------------------------------------- | ---------------------------------- | ------------------------------------------------------------------------------------------------- | -------------------- |
| 1986 | Kaczor Howard Howard the Duck                                                               | Lucasfilm                          | dystrybucja Universal Studios                                                                     | [ 1 ]                |
| 1998 | Blade: Wieczny łowca Blade                                                                  | New Line Cinema                    |                                                                                                   | [ 2 ]                |
| 2000 | X-Men                                                                                       | 20th Century Fox                   |                                                                                                   | [ 3 ]                |
| 2002 | Blade: Wieczny łowca II Blade II                                                            | New Line Cinema                    |                                                                                                   | [ 4 ]                |
| 2002 | Spider-Man                                                                                  | Columbia Pictures                  |                                                                                                   | [ 5 ]                |
| 2003 | Daredevil                                                                                   | 20th Century Fox                   |                                                                                                   | [ 6 ]                |
| 2003 | X-Men 2 X2                                                                                  | 20th Century Fox                   |                                                                                                   | [ 7 ]                |
| 2003 | Hulk                                                                                        | Universal Pictures                 |                                                                                                   | [ 8 ]                |
| 2004 | Punisher                                                                                    | Artisan Entertainment              |                                                                                                   | [ 9 ]                |
| 2004 | Spider-Man 2                                                                                | Columbia Pictures                  |                                                                                                   | [ 10 ]               |
| 2004 | Blade: Mroczna trójca Blade: Trinity                                                        | New Line Cinema                    |                                                                                                   | [ 11 ]               |
| 2005 | Elektra                                                                                     | 20th Century Fox                   |                                                                                                   | [ 12 ]               |
| 2005 | Fantastyczna Czwórka Fantastic Four                                                         | 20th Century Fox                   |                                                                                                   | [ 13 ]               |
| 2006 | X-Men: Ostatni bastion X-Men: The Last Stand                                                | 20th Century Fox                   |                                                                                                   | [ 14 ]               |
| 2007 | Ghost Rider                                                                                 | Columbia Pictures                  |                                                                                                   | [ 15 ]               |
| 2007 | Spider-Man 3                                                                                | Columbia Pictures                  |                                                                                                   | [ 16 ]               |
| 2007 | Fantastyczna Czwórka: Narodziny Srebrnego Surfera Fantastic Four: Rise of the Silver Surfer | 20th Century Fox                   |                                                                                                   | [ 17 ]               |
| 2008 | Iron Man                                                                                    | Marvel Studios                     | dystrybucja Paramount Pictures                                                                    | [ 18 ]               |
| 2008 | Incredible Hulk                                                                             | Marvel Studios                     | dystrybucja Universal Studios                                                                     | [ 19 ]               |
| 2008 | Punisher: Strefa wojny Punisher: War Zone                                                   | Lionsgate Entertainment            |                                                                                                   | [ 20 ]               |
| 2009 | X-Men Geneza: Wolverine X-Men Origins: Wolverine                                            | 20th Century Fox                   |                                                                                                   | [ 21 ]               |
| 2010 | Iron Man 2                                                                                  | Marvel Studios                     | dystrybucja Paramount Pictures                                                                    | [ 22 ]               |
| 2011 | Thor                                                                                        | Marvel Studios                     | dystrybucja Paramount Pictures                                                                    | [ 23 ]               |
| 2011 | X-Men: Pierwsza klasa X-Men: First Class                                                    | 20th Century Fox                   |                                                                                                   | [ 24 ]               |
| 2011 | Kapitan Ameryka: Pierwsze starcie Captain America: The First Avenger                        | Marvel Studios                     | dystrybucja Paramount Pictures                                                                    | [ 25 ]               |
| 2011 | Ghost Rider 2 Ghost Rider: Spirit of Vengeance                                              | Columbia Pictures                  |                                                                                                   | [ 26 ]               |
| 2012 | Avengers                                                                                    | Marvel Studios                     | rozpoczęcie dystrybucji filmów produkcji Marvel Studios przez Walt Disney Studios Motion Pictures | [ 27 ]               |
| 2012 | Niesamowity Spider-Man The Amazing Spider-Man                                               | Columbia Pictures                  |                                                                                                   | [ 28 ]               |
| 2013 | Iron Man 3                                                                                  | Marvel Studios                     |                                                                                                   | [ 29 ]               |
| 2013 | Wolverine                                                                                   | 20th Century Fox                   |                                                                                                   | [ 30 ]               |
| 2013 | Thor: Mroczny świat Thor: The Dark World                                                    | Marvel Studios                     |                                                                                                   | [ 31 ]               |
| 2014 | Kapitan Ameryka: Zimowy żołnierz Captain America: The Winter Soldier                        | Marvel Studios                     |                                                                                                   | [ 32 ]               |
| 2014 | Niesamowity Spider-Man 2 The Amazing Spider-Man 2                                           | Columbia Pictures                  |                                                                                                   | [ 33 ]               |
| 2014 | X-Men: Przeszłość, która nadejdzie X-Men: Days of Future Past                               | 20th Century Fox                   |                                                                                                   | [ 34 ]               |
| 2014 | Strażnicy Galaktyki Guardians of the Galaxy                                                 | Marvel Studios                     |                                                                                                   | [ 35 ]               |
| 2015 | Avengers: Czas Ultrona Avengers: Age of Ultron                                              | Marvel Studios                     |                                                                                                   | [ 36 ]               |
| 2015 | Ant-Man                                                                                     | Marvel Studios                     |                                                                                                   | [ 37 ]               |
| 2015 | Fantastyczna Czwórka Fantastic Four                                                         | 20th Century Fox                   |                                                                                                   | [ 38 ]               |
| 2016 | Deadpool                                                                                    | 20th Century Fox                   |                                                                                                   | [ 39 ]               |
| 2016 | Kapitan Ameryka: Wojna bohaterów Captain America: Civil War                                 | Marvel Studios                     |                                                                                                   | [ 40 ]               |
| 2016 | X-Men: Apocalypse                                                                           | 20th Century Fox                   |                                                                                                   | [ 41 ]               |
| 2016 | Doktor Strange Doctor Strange                                                               | Marvel Studios                     |                                                                                                   | [ 42 ]               |
| 2017 | Logan: Wolverine Logan                                                                      | 20th Century Fox                   |                                                                                                   | [ 43 ]               |
| 2017 | Strażnicy Galaktyki vol. 2 Guardians of the Galaxy Vol. 2                                   | Marvel Studios                     |                                                                                                   | [ 44 ]               |
| 2017 | Spider-Man: Homecoming                                                                      | Columbia Pictures / Marvel Studios | dystrybucja Sony Pictures, cześć Filmowego Uniwersum Marvela                                      | [ 45 ]               |
| 2017 | Thor: Ragnarok                                                                              | Marvel Studios                     |                                                                                                   | [ 46 ]               |
| 2018 | Czarna Pantera Black Panther                                                                | Marvel Studios                     |                                                                                                   | [ 47 ]               |
| 2018 | Avengers: Wojna bez granic Avengers: Infinity War                                           | Marvel Studios                     |                                                                                                   | [ 48 ]               |
| 2018 | Deadpool 2                                                                                  | 20th Century Fox                   |                                                                                                   | [ 49 ]               |
| 2018 | Ant-Man i Osa Ant-Man and the Wasp                                                          | Marvel Studios                     |                                                                                                   | [ 50 ]               |
| 2018 | Venom                                                                                       | Columbia Pictures                  |                                                                                                   | [ 51 ]               |
| 2019 | Kapitan Marvel Captain Marvel                                                               | Marvel Studios                     |                                                                                                   | [ 52 ]               |
| 2019 | Avengers: Koniec gry Avengers: Endgame                                                      | Marvel Studios                     |                                                                                                   | [ 53 ]               |
| 2019 | X-Men: Mroczna Phoenix Dark Phoenix                                                         | 20th Century Fox                   | dystrybucja Walt Disney Studios Motion Pictures                                                   | [ 54 ]               |
| 2019 | Spider-Man: Daleko od domu Spider-Man: Far From Home                                        | Columbia Pictures / Marvel Studios | dystrybucja Sony Pictures, część Filmowego Uniwersum Marvela                                      | [ 55 ]               |
| 2020 | Nowi mutanci The New Mutants                                                                | 20th Century Fox                   | dystrybucja Walt Disney Studios Motion Pictures                                                   | [ 56 ]               |
| 2021 | Czarna Wdowa Black Widow                                                                    | Marvel Studios                     |                                                                                                   | [ 57 ]               |
| 2021 | Shang-Chi i legenda dziesięciu pierścieni Shang-Chi and the Legend of the Ten Rings         | Marvel Studios                     |                                                                                                   | [ 58 ]               |
| 2021 | Venom 2: Carnage Venom: Let There Be Carnage                                                | Columbia Pictures                  |                                                                                                   | [ 59 ]               |
| 2021 | Eternals                                                                                    | Marvel Studios                     |                                                                                                   | [ 60 ]               |
| 2021 | Spider-Man: Bez drogi do domu Spider-Man: No Way Home                                       | Columbia Pictures / Marvel Studios | dystrybucja Sony Pictures, część Filmowego Uniwersum Marvela                                      | [ 61 ]               |
| 2022 | Morbius                                                                                     | Columbia Pictures                  |                                                                                                   | [ 62 ]               |
| 2022 | Doktor Strange w multiwersum obłędu Doctor Strange in the Multiverse of Madness             | Marvel Studios                     |                                                                                                   | [ 63 ]               |
| 2022 | Thor: Miłość i grom Thor: Love and Thunder                                                  | Marvel Studios                     |                                                                                                   | [ 63 ]               |
| 2022 | Czarna Pantera: Wakanda w moim sercu Black Panther: Wakanda Forever                         | Marvel Studios                     |                                                                                                   | [ 63 ]               |
| 2023 | Ant-Man i Osa: Kwantomania Ant-Man and the Wasp: Quantumania                                | Marvel Studios                     |                                                                                                   | [ 64 ]               |
| 2023 | Strażnicy Galaktyki vol. 3 Guardians of the Galaxy Vol. 3                                   | Marvel Studios                     |                                                                                                   | [ 65 ]               |
| 2023 | Marvels The Marvels                                                                         | Marvel Studios                     |                                                                                                   | [ 64 ]               |
| 2024 | Madame Web                                                                                  | Columbia Pictures                  |                                                                                                   | [ 66 ]               |
| 2024 | Deadpool & Wolverine                                                                        | Marvel Studios                     |                                                                                                   | [ 67 ] [ 68 ] [ 69 ] |
| 2024 | Venom 3: Ostatni taniec Venom: The Last Dance                                               | Columbia Pictures                  |                                                                                                   | [ 68 ]               |
| 2024 | Kraven Łowca Kraven the Hunter                                                              | Columbia Pictures                  |                                                                                                   | [ 66 ]               |
| 2025 | Kapitan Ameryka: Nowy wspaniały świat Captain America: Brave New World                      | Marvel Studios                     |                                                                                                   | [ 70 ] [ 68 ]        |
| 2025 | Thunderbolts*                                                                               | Marvel Studios                     |                                                                                                   | [ 70 ] [ 68 ]        |
| 2025 | Fantastyczna 4: Pierwsze kroki The Fantastic Four: First Steps                              | Marvel Studios                     |                                                                                                   | [ 67 ] [ 68 ]        |

#### Zapowiedziane
| Rok  | Tytuł                     | Wytwórnia                          | Uwagi                                                        | Przypis              |
| ---- | ------------------------- | ---------------------------------- | ------------------------------------------------------------ | -------------------- |
| 2026 | Spider-Man: Brand New Day | Columbia Pictures / Marvel Studios | dystrybucja Sony Pictures, część Filmowego Uniwersum Marvela |                      |
| 2026 | Avengers: Doomsday        | Marvel Studios                     | w trakcie zdjęć                                              | [ 70 ] [ 71 ] [ 72 ] |
| 2027 | Avengers: Secret Wars     | Marvel Studios                     |                                                              | [ 67 ] [ 71 ]        |

### Seriale filmowe i filmy krótkometrażowe
| Rok  | Tytuł                                                                                           | Wytwórnia                          | Wydanie/dystrybucja                                                      | Przypis |
| ---- | ----------------------------------------------------------------------------------------------- | ---------------------------------- | ------------------------------------------------------------------------ | ------- |
| 1944 | Captain America                                                                                 | Republic Pictures                  | 15-odcinkowy serial dystrybuowany w kinach                               | [ 73 ]  |
| 1978 | Spider-Man Supaidâman (jap. スパイダーマン)                                                     | Toei Company                       | spin-off japońskiego serialu Spider-Man dystrybuowany w kinach w Japonii | [ 74 ]  |
| 2011 | Konsultant The Consultant                                                                       | Marvel Studios                     | Blu-ray z filmem Thor                                                    | [ 75 ]  |
| 2011 | Ciekawa rzecz spotkała nas przy młocie Thora A Funny Thing Happened on the Way to Thor's Hammer | Marvel Studios                     | Blu-ray z filmem Kapitan Ameryka: Pierwsze starcie                       | [ 75 ]  |
| 2012 | Przedmiot 47 Item 47                                                                            | Marvel Studios                     | Blu-ray z filmem Avengers                                                | [ 75 ]  |
| 2013 | Agentka Carter Agent Carter                                                                     | Marvel Studios                     | Blu-ray z filmem Iron Man 3                                              | [ 75 ]  |
| 2014 | Niech żyje król All Hail the King                                                               | Marvel Studios                     | Blu-ray z filmem Thor: Mroczny świat                                     | [ 75 ]  |
| 2016 | Team Thor                                                                                       | Marvel Studios                     | Blu-ray z filmem Kapitan Ameryka: Wojna bohaterów                        | [ 75 ]  |
| 2017 | Team Thor: Part 2                                                                               | Marvel Studios                     | Blu-ray z filmem Doktor Strange                                          | [ 75 ]  |
| 2017 | No Good Deed                                                                                    | 20th Century Fox                   | dystrybuowany kinowo z filmem Logan: Wolverine                           | [ 76 ]  |
| 2018 | Team Darryl                                                                                     | Marvel Studios                     | Blu-ray z filmem Thor: Ragnarok                                          | [ 75 ]  |
| 2019 | Peter’s To-Do List                                                                              | Columbia Pictures / Marvel Studios | Blu-ray z filmem Spider-Man: Daleko od domu                              | [ 77 ]  |
| 2021 | Deadpool and Korg React                                                                         | Maximum Effort                     | YouTube                                                                  | [ 78 ]  |
| 2022 | Wilkołak nocą Werewolf by Night                                                                 | Marvel Studios                     | Disney+                                                                  | [ 79 ]  |
| 2022 | Strażnicy Galaktyki: Coraz bliżej święta The Guardians of the Galaxy Holiday Special            | Marvel Studios                     | Disney+                                                                  | [ 80 ]  |

### Filmy telewizyjne i direct-to-video
| Rok  | Tytuł                                                       | Wytwórnia                               | Uwagi | Przypis |
| ---- | ----------------------------------------------------------- | --------------------------------------- | --- | ------- |
| 1977 | Spider-Man                                                  | Charles Fries Productions               | dwugodzinny pilot serialu The Amazing Spider-Man, dystrybuowany kinowo w kilku krajach                       | [ 81 ]  |
| 1977 | The Incredible Hulk                                         | Universal Television                    | dwugodzinny pilot The Incredible Hulk, dystrybuowany kinowo w kilku krajach                                  | [ 82 ]  |
| 1977 | Death in the Family                                         | Universal Television                    | dwugodzinny odcinek serialu The Incredible Hulk, dystrybuowany kinowo w kilku krajach                        | [ 82 ]  |
| 1978 | Bride of The Incredible Hulk                                | Universal Television                    | dwugodzinny odcinek pt. Married serialu The Incredible Hulk                                                  | [ 83 ]  |
| 1978 | Dr. Strange                                                 | Universal Television                    | pilot niewyprodukowanego serialu                                                                             | [ 73 ]  |
| 1978 | Spider-Man Strikes Back                                     | Charles Fries Productions               | dwugodzinny odcinek pt. Deadly Dust serialu The Amazing Spider-Man, dystrybuowany kinowo w kilku krajach     | [ 84 ]  |
| 1979 | Spider-Man: The Dragon’s Challenge                          | Charles Fries Productions               | dwugodzinny odcinek pt. The Chinese Web serialu The Amazing Spider-Man, dystrybuowany kinowo w kilku krajach | [ 85 ]  |
| 1979 | Captain America                                             | Universal Television                    | film telewizyjny                                                                                             | [ 86 ]  |
| 1979 | Captain America II: Death too soon                          | Universal Television                    | film telewizyjny                                                                                             | [ 86 ]  |
| 1988 | Powrót niesamowitego Hulka The Incredible Hulk Returns      | New World Television                    | film telewizyjny powiązany z serialem The Incredible Hulk                                                    | [ 82 ]  |
| 1989 | Hulk przed sądem The Trial of the Incredible Hulk           | New World Television                    | film telewizyjny powiązany z serialem The Incredible Hulk                                                    | [ 82 ]  |
| 1989 | Punisher                                                    | New World Pictures                      | direct-to-video w Stanach Zjednoczonych, dystrybuowany kinowo w kilku krajach                                | [ 87 ]  |
| 1990 | Śmierć niesamowitego Hulka The Death of the Incredible Hulk | New World Television                    | film telewizyjny powiązany z serialem The Incredible Hulk                                                    | [ 82 ]  |
| 1990 | Kapitan Ameryka Captain America                             | 21st Century Film Corporation           | direct-to-video w Stanach Zjednoczonych, dystrybuowany kinowo w kilku krajach                                | [ 88 ]  |
| 1994 | Fantastyczna Czwórka The Fantastic Four                     | New Horizons                            | niewydany oficjalnie                                                                                         | [ 89 ]  |
| 1996 | Generation X                                                | New World Television                    | pilot niewyprodukowanego serialu                                                                             | [ 90 ]  |
| 1998 | Nick Fury Nick Fury: Agent of S.H.I.E.L.D.                  | 20th Century Fox Television             | pilot niewyprodukowanego serialu                                                                             | [ 91 ]  |
| 2005 | Man-Thing                                                   | Lionsgate Films / Artisan Entertainment | direct-to-video w Stanach Zjednoczonych, dystrybuowany kinowo w kilku krajach                                | [ 92 ]  |
| 2006 | Blade: House of Chthon                                      | New Line Television                     | dwugodzinny pilot serialu Blade: The Series wydany direct-to-video                                           | [ 93 ]  |
| 2017 | Inhumans                                                    | ABC Studios / Marvel Television         | odcinki Nadchodzą Nieludzie i Ci, którzy chcą nas zniszczyć dystrybuowane kinowo jako film                   | [ 94 ]  |

### Na podstawie imprintów

#### Icon Comics
| Rok  | Tytuł                                                       | Wytwórnia                                           | Uwagi                                           | Przypis |
| ---- | ----------------------------------------------------------- | --------------------------------------------------- | ----------------------------------------------- | ------- |
| 2010 | Kick-Ass                                                    | Marv Films / Plan B Entertainment                   | dystrybucja Lionsgate Films / Universal Studios | [ 95 ]  |
| 2013 | Kick-Ass 2                                                  | Marv Films / Plan B Entertainment                   | dystrybucja Universal Studios                   | [ 96 ]  |
| 2014 | Kingsman: Tajne służby Kingsman: The Secret Service         | Marv Films / Cloudy Productions / TSG Entertainment | dystrybucja 20th Century Fox                    | [ 97 ]  |
| 2017 | Kingsman: Złoty krąg Planet HuKingsman: The Golden Circlelk | Marv Films / Cloudy Productions / TSG Entertainment | dystrybucja 20th Century Fox                    | [ 98 ]  |
| 2021 | King’s Man: Pierwsza misja The King’s Man                   | Marv Films / Cloudy Productions                     | dystrybucja Walt Disney Studios Motion Pictures | [ 99 ]  |

#### Malibu Comics
| Rok  | Tytuł                            | Wytwórnia                                                               | Uwagi           | Przypis |
| ---- | -------------------------------- | ----------------------------------------------------------------------- | --------------- | ------- |
| 1993 | Hardcase                         | Malibu Films                                                            | krótkometrażowy | [ 100 ] |
| 1993 | Firearm                          | Malibu Films                                                            | krótkometrażowy | [ 101 ] |
| 1997 | Faceci w czerni Men in Black     | Columbia Pictures / Amblin Entertainment / Parkes/MacDonald Productions |                 | [ 102 ] |
| 2002 | Faceci w czerni 2 Men in Black 2 | Columbia Pictures / Amblin Entertainment / Parkes/MacDonald Productions |                 | [ 103 ] |
| 2012 | Faceci w czerni 3 Men in Black 3 | Columbia Pictures / Amblin Entertainment / Parkes/MacDonald Productions |                 | [ 104 ] |
| 2019 | Men in Black: International      | Columbia Pictures / Amblin Entertainment / Parkes/MacDonald Productions |                 | [ 105 ] |

## Filmy animowane

### Dystrybuowane w kinach
| Rok  | Tytuł                                                               | Wytwórnia                     | Uwagi | Przypis |
| ---- | ------------------------------------------------------------------- | ----------------------------- | ----- | ------- |
| 2014 | Wielka szóstka Big Hero 6                                           | Walt Disney Animation Studios |       | [ 106 ] |
| 2018 | Spider-Man Uniwersum Spider-Man: Into the Spider-Verse              | Sony Pictures Animation       |       | [ 107 ] |
| 2023 | Spider-Man: Poprzez multiwersum Spider-Man: Across the Spider-Verse | Sony Pictures Animation       |       | [ 108 ] |

#### Zapowiedziane
| Rok | Tytuł                               | Wytwórnia               | Uwagi | Przypis        |
| --- | ----------------------------------- | ----------------------- | ----- | -------------- |
|     | Spider-Man: Beyond the Spider-Verse | Sony Pictures Animation |       | [ 108 ] [ 66 ] |

### Filmy telewizyjne i direct-to-video
| Rok  | Tytuł                                                                             | Wytwórnia        | Uwagi                                                                | Przypis |
| ---- | --------------------------------------------------------------------------------- | ---------------- | -------------------------------------------------------------------- | ------- |
| 2006 | Ostateczni mściciele Ultimate Avengers: The Movie                                 | MLG Productions  | dystrybucja Lions Gate Entertainment, seria Marvel Animated Features | [ 109 ] |
| 2006 | Ostateczni mściciele 2 Ultimate Avengers 2: Rise Of The Black Panther             | MLG Productions  | dystrybucja Lions Gate Entertainment, seria Marvel Animated Features | [ 109 ] |
| 2007 | Niezwyciężony Iron Man The Invincible Iron Man                                    | MLG Productions  | dystrybucja Lions Gate Entertainment, seria Marvel Animated Features | [ 109 ] |
| 2007 | Doctor Strange Doctor Strange: The Sorcerer Supreme                               | MLG Productions  | dystrybucja Lions Gate Entertainment, seria Marvel Animated Features | [ 109 ] |
| 2008 | Mściciele przyszłości Next Avengers: Heroes of Tomorrow                           | MLG Productions  | dystrybucja Lions Gate Entertainment, seria Marvel Animated Features | [ 109 ] |
| 2009 | Hulk podwójne starcie Hulk Versus                                                 | MLG Productions  | dystrybucja Lions Gate Entertainment, seria Marvel Animated Features | [ 109 ] |
| 2010 | Hulk na obcej planecie Planet Hulk                                                | MLG Productions  | dystrybucja Lions Gate Entertainment, seria Marvel Animated Features | [ 109 ] |
| 2011 | Thor: Opowieści Asgardu Thor: Tales of Asgard                                     | MLG Productions  | dystrybucja Lions Gate Entertainment, seria Marvel Animated Features | [ 109 ] |
| 2013 | Iron Man: Rise of Technovore                                                      | Madhouse         | japoński film anime, dystrybucja Sony Pictures Home Entertainment    | [ 109 ] |
| 2013 | Iron Man i Hulk: Zjednoczeni Iron Man and Hulk: Heroes United                     | Marvel Animation |                                                                      | [ 110 ] |
| 2014 | Avengers Confidential: Black Widow & Punisher                                     | Madhouse         | japoński film anime, dystrybucja Sony Pictures Home Entertainment    | [ 109 ] |
| 2014 | Iron Man i Kapitan Ameryka: Zjednoczeni Iron Man & Captain America: Heroes United | Marvel Animation |                                                                      | [ 109 ] |
| 2015 | Marvel Super Hero Adventures: Frost Fight!                                        | Marvel Animation |                                                                      | [ 110 ] |
| 2016 | Hulk: Gdzie czają się potwory Hulk: Where Monsters Dwell                          | Marvel Animation |                                                                      | [ 109 ] |
| 2018 | Marvel Rising: Secret Warriors                                                    | Marvel Animation |                                                                      | [ 109 ] |

### Filmy krótkometrażowe
| Rok  | Tytuł | Wytwórnia                   | Uwagi                                           | Przypis |
| ---- | --- | --------------------------- | ----------------------------------------------- | ------- |
| 2010 | Marvel Super Heroes 4D | Threshold Animation Studios | pokazywany jako część atrakcji w Madame Tussaud | [ 111 ] |
| 2015 | Lego Marvel Super Bohaterowie: Avengers znowu zjednoczeni Lego Marvel Super Heroes: Avengers Reassembled                                        | Arc Productions             |                                                 | [ 110 ] |
| 2017 | Lego Marvel Super Bohaterowie: Strażnicy Galaktyki: Nikczemny plan Thanosa Lego Marvel Super Heroes: Guardians of the Galaxy: The Thanos Threat | The Lego Group              |                                                 | [ 110 ] |
| 2018 | Lego Marvel Super Bohaterowie: Czarna Pantera: Wakanda ma kłopoty Lego Marvel Super Heroes: Black Panther: Trouble in Wakanda                   | The Lego Group              |                                                 | [ 110 ] |
| 2019 | Lego Marvel Spider-Man: Wkręcony w Venoma Lego Marvel Spider-Man: Vexed by Venom                                                                | The Lego Group              |                                                 |         |
| 2019 | Marvel Rising: Chasing Ghosts | Marvel Animation            |                                                 | [ 112 ] |
| 2019 | Spider-Ham: Caught in a Ham | Sony Pictures Animation     | prequel filmu Spider-Man Uniwersum              | [ 113 ] |
| 2019 | Marvel Rising: Heart of Iron | Marvel Animation            |                                                 | [ 112 ] |
| 2019 | Marvel Rising: Battle of the Bands | Marvel Animation            |                                                 | [ 112 ] |
| 2019 | Marvel Rising: Operation Shuri | Marvel Animation            |                                                 | [ 112 ] |
| 2019 | Marvel Rising: Playing with Fire | Marvel Animation            |                                                 | [ 112 ] |

## Filmy dokumentalne
| Rok  | Tytuł                                     | Wytwórnia                          | Uwagi           | Przypis |
| ---- | ----------------------------------------- | ---------------------------------- | --------------- | ------- |
| 2014 | Marvel Studios: Assembling a Universe     | ABC Studios / Marvel Television    |                 | [ 114 ] |
| 2014 | Marvel 75 Years: From Pulp to Pop!        | ABC Studios / Marvel Television    |                 | [ 115 ] |
| 2016 | Marvel’s Captain America: 75 Heroic Years | ABC Studios / Marvel Television    |                 | [ 116 ] |
| 2019 | Marvel Studios: Expanding the Universe    | Marvel Studios                     | krótkometrażowy | [ 117 ] |
| 2021 | Co kryje maska Marvel’s Behind the Mask   | Marvel New Media / Tarmac Creative |                 | [ 118 ] |